# Pye
Pye (sprich [ˈpʰiːə]) ist ein Stadtteil von Osnabrück mit 2976 Einwohnern (12/2022), die sich auf 7,51 km² Fläche verteilen.

## Geschichte
Die Bauerschaft Pye wurde im Jahr 1160 erstmals urkundlich erwähnt und war zunächst gering besiedelt. Die Wirtschaft war auf die Landwirtschaft ausgerichtet. Seit dem 19. Jahrhundert ist die Entwicklung Pyes eng mit dem Piesberg verbunden, der wohl nach der Bauerschaft benannt ist (abgeleitet von „Pyes Berg“). Hier wurde schon seit Ende des Mittelalters in geringem Umfang Stein und Kohle abgebaut. Mit der Industrialisierung im 19. Jahrhundert intensivierte sich der Bergbau auf der Zeche Piesberg. Ende des 19. Jahrhunderts entstanden in Verbindung mit der Zeche Verwaltungs- und Verarbeitungsgebäude im Bereich Süberweg/Glückaufstraße sowie Wohngebäude im Bereich Fürstenauer Weg/Lechtinger Straße. Letztere gaben auch den Anstoß für die Siedlungsentwicklung der Hauptsiedlung Pyes im 20. Jahrhundert.
Der Untertagebau der Zeche Piesberg wurde 1898 größtenteils stillgelegt. Bis heute besteht der Piesberger Steinbruch, der zeitweise einer der größten Steinbrüche Deutschlands war. Von 1912 bis 1916 wurde an der Südgrenze Pyes entlang der Hase der Stichkanal Osnabrück gebaut.
Am 20. Oktober 1957 brach der Damm eines Schlamm-Absetzbeckens des Steinbruchs an der Lechtinger Straße, wodurch sich eine Schlammlawine in die unterhalb gelegene Siedlung ergoss. Bei diesem Dammbruch am Piesberg wurde ein Mensch getötet, 15 weitere verletzt und viele Häuser wurden zerstört oder unbewohnbar.
Pye war bis 1972 eine eigenständige Gemeinde im Landkreis Osnabrück. Es gehörte zum Kirchspiel St. Johann in Osnabrück und war überwiegend katholisch geprägt. Am 1. Juli 1972 wurde es ein Stadtteil von Osnabrück. Seit 1978 bildet es ein eigenes Kirchspiel (St. Matthias).

### Bürgermeister der ehemaligen Gemeinde Pye
- 1968–19?? Theo Kahmann (SPD)
- 1947–1968 Friedrich Große Siebenbürgen (CDU)[5]

## Einwohnerentwicklung
Die Einwohnerentwicklung des Stadtteils Pye:
| Datum             | Einwohner |
| ----------------- | --------- |
| 31. Dezember 2004 | 3239      |
| 31. Dezember 2005 | 3277      |
| 31. Dezember 2006 | 3230      |
| 31. Dezember 2007 | 3236      |
| 31. Dezember 2008 | 3216      |

| Datum             | Einwohner |
| ----------------- | --------- |
| 31. Dezember 2009 | 3155      |
| 31. Dezember 2010 | 3193      |
| 31. Dezember 2011 | 3144      |
| 31. Dezember 2012 | 3127      |
| 31. Dezember 2013 | 3105      |

| Datum             | Einwohner |
| ----------------- | --------- |
| 31. Dezember 2014 | 3051      |
| 31. Dezember 2015 | 3016      |
| 31. Dezember 2016 | 3004      |
| 31. Dezember 2017 | 2975      |
| 31. Dezember 2018 | 2976      |

| Datum             | Einwohner |
| ----------------- | --------- |
| 31. Dezember 2019 | 2965      |

## Persönlichkeiten
- Bernhard Feldkamp (1897–1970), Maler

## Pye heute

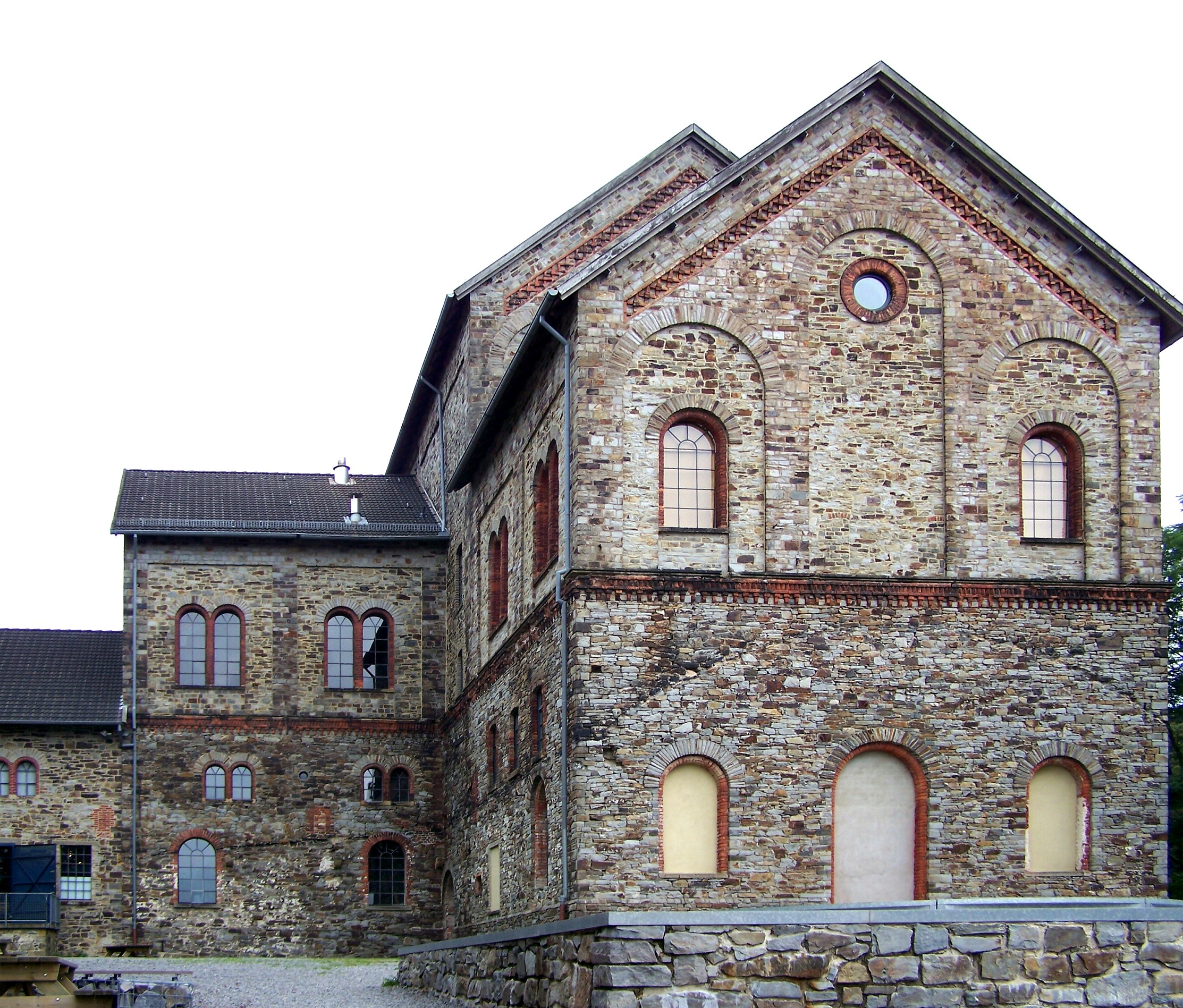
Der Haseschacht am Piesberg, jetzt Museum Industriekultur

Am Piesberg befindet sich das Museum Industriekultur, das einen Überblick über die Geschichte des Bergbaus am Piesberg gibt.
Die Natur rund um Pye ist hauptsächlich von kleinen bis mittleren Wäldern und Wiesen sowie landwirtschaftlichen Flächen geprägt. Im Süden verlaufen die Hase und der Stichkanal Osnabrück.
Am Eingang von Pye befindet sich seit 1857 der Bahnhof Osnabrück-Piesberg, wo derzeit an Veranstaltungstagen Sonderzugfahrten, auch mit Dampfloks, von Osnabrück-Hbf über Osnabrück-Altstadt nach Osnabrück-Piesberg stattfinden.